# Wagon 4L
4L – typ izotermicznego wagonu chłodniczego, produkowanego w latach 1957–1959 przez Fabrykę Wagonów w Ostrowie Wielkopolskim. Wyprodukowano około 397 wagonów tego typu.
Konstrukcję wagonu 4L, przeznaczonego zarówno do chłodzenia lodem wodnym, jak i suchym, o parametrach technicznych zgodnych ze standardami UIC, opracowano w CBK PTK w 1954 roku.
Wagon ma konstrukcję spawaną z zewnętrznym poszyciem pudła wykonanym z blachy stalowej. Izolację termiczną wykonano z owiniętych folią pakietów iporki, jej grubość na ścianach czołowych i suficie wynosiła 200 mm, na ścianach bocznych i podłodze 150 mm. Uzyskany w ten sposób współczynnik przenikania ciepła 0,5 kcal/m²hK odpowiadał średniej klasie izolacji. Wewnętrzne poszycie wykonane zostało z desek pokrytych blachą ocynkowaną. Zbiorniki na lód miały przestawne ściany wewnętrzne, co przy rezygnacji z użycia lodu wodnego pozwalało zwiększyć przestrzeń ładunkową. Pojemniki na lód suchy umieszczono pod sufitem. Otwory do ładowania lodu zlokalizowane zostały w górnej części ścian czołowych.
Wagon posiadał drzwi o wymiarach 1800x1400 mm, wentylatory dachowe systemu Flettnera, 23 belki po 11 haków do zawieszania tusz mięsa.
Wagon wyposażono w zestawy kołowe na łożyskach tocznych o wymiarach czopa 130x217 mm i podwójne zawieszenie resorów.
Wraz z wprowadzeniem do eksploatacji większej liczby wagonów 202L, lodownie 4L mające słabą izolację przeznaczono do przewozu ryb (seria Ibdqrs) lub tłuszczów (seria Iqrs).